# Давтян, Арбен Абрамович
Арбен Абрамович Давтян (также Давитян, 1895—1944) — франко-армянский революционер, входил в «левую оппозицию». Участвовал в Французском Сопротивлении против фашистских захватчиков, будучи активистом армянской секции боевой группы «Иммигрантская рабочая сила» (фр. Main-d'œuvre immigrée).

## Биография
Его отец был каменщиком, а сам он с четырнадцати лет работал в Тифлисе (Грузия) механиком, затем типографом. По словам Дирана Восгикеритчяна, он сдал вступительный экзамен в Нерсисянское училище.
Арбен Давтян вступил в Большевистскую партию Грузии в 1917 году, затем в Красную Армию в следующем году, присоединился к бригаде красногвардейцев, сражавшихся на стороне Бакинской коммуны (см. 26 бакинских комиссаров). Был взят в плен британскими войсками, захватившими город в августе, но сумелмог бежать в Тегеран. Был инструктором-организатором в ЦК Армении, Грузии и Азербайджана. С 1923 г. он учился в Коммунистическом университете Закавказья (Тифлис), из которого был исключен в 1925 г. за троцкизм и за принадлежность к левой оппозиции, критиковавшей сталинизм. Был отправлен обратно в Армению, где занимал ряд должностей: отвечал за агитпроп; был секретарём райкома, затем секретарём отдела печати ЦК; на уровне профсоюзов, председателем комитета работников железнодорожного строительства.
В конце 1930-х — начале 1940-х годов Арбен Давтян сблизился с армянскими эмиграционными кругами, в частности с армянскими коммунистами, чтобы выйти из изоляции. По возвращении из Германии Арбен Давтян налаживает связи с Мисаком Манушяном. Мелина Манушян вспоминает в своих мемуарах, что муж познакомил ее с Давтяном в 1942 году в кафе, сказав: «Он с нами». Она добавляет, что Манушян знал, что он антисталинист, и бежал из СССР. На могиле Арбена Давтяна на парижском кладбище Иври, на месте для членов «группы Манушяна», расстрелянной 21 февраля 1944 года, находится мемориальная доска со словами: «Боевые товарищи, которые никогда не забудут тебя». Сообщается, что Арбен Давтян был реабилитирован в Армении вместе со своей женой и дочерью, которые были лишены гражданских прав.